# Смаково
Сма́ково (баш. Смаҡ) — село в Мелеузовском районе Башкортостана, административный центр Араслановского сельсовета.

## Географическое положение
Находится на левом берегу реки Нугуш.
Расстояние до:
- районного центра (Мелеуз): 14 км,
- ближайшей ж/д станции (Мелеуз): 14 км.

## История
Деревня Смаково (Береговка, Тамьян) возникла в 40-х гг. XVIII в. Она носит имя влиятельного лица волости, участвовавшего в продаже вотчинных земель Могутову (1757 г.). Наряду с другими вотчинниками Ногайской дороги Смак Касаев в 1763 г. обратился к оренбургскому губернатору Д. В. Волкову с письмом об условиях расширения башкирского земледелия. Известна и его тамга — X. Один из сыновей Смака Азибай, живший в 1773—1839 гг., служил зауряд-сотником. У него были сыновья Аюп (его сын Кутлуюл), Абдулманнан, Абдулвахит.
V ревизия показала д. Смаково с 29 дворами, где жили 208 человек. К VIII ревизии численность населения уменьшилась до 152 человек. Это объясняется переселением части населения в другие тамьянские деревни, особенно во вновь возникающие (Исламгулово). В 1859 г. было 33 двора с 213 жителями. К 1920 г. население возросло — 257 человек при 69 дворах.
В 1842 г. на 152 человека было засеяно озимого хлеба — 200, ярового — 464 пуда; в деревне имелось лошадей — 238, крупного рогатого скота — 448, овец — 461, коз — 25 голов и на всех 25 ульев.
Указом от 31.10.1960 г. объединены населенные пункты Смаково и посёлок Госпитомника Араслановского сельсовета — в один населенный пункт Смаково

## Население
| 2002 | 2009 | 2010 |
| ---- | ---- | ---- |
| 478  | ↗555 | ↘444 |

Национальный состав
Согласно переписи 2002 года, преобладающая национальность — башкиры (95 %).

## Инфраструктура
МОБУ СОШ им. Д. Булякова.
Литературный музей писателя Диниса Булякова.

## Транспорт
Асфальтированные дороги. Остановка общественного транспорта «Смаково».

## Религия
В деревне есть мечеть.

## Известные уроженцы
- Буляков, Динис Мударисович (18 мая 1944 — 14 марта 1995) — башкирский писатель и общественный деятель, лауреат республиканской премии имени Салавата Юлаева[6].
- Смаков, Муса Гатиятуллович (1885—?) — деятель башкирского национального движения[7].
- Узянбаева, Танзиля Хамитовна (род. 2 января 1953) — певица, Народная артистка РБ (1994), Заслуженная артистка РФ (2004)[8][9].